# Turnaj Heydara Alijeva 2023
Turnaj Heydara Alijeva 2023 byl přípravný turnaj před mistrovstvím světa v malém fotbale 2023 a zároveň měl připomenout výročí 100. narození Heydara Alijeva – bývalého prezidenta Ázerbájdžánu. Konal se v ázerbájdžánském hlavním městě Baku v období od 1. do 6. května 2023. Účastnilo se ho 10 týmů, které byly rozděleny do 2 skupin po pěti týmech. Vítězové skupin postoupili rovnou do semifinále, týmy na druhých a třetích místech se utkaly v zápasech o postupu do semifinále. Poslední 2 týmy skupin hrály zápas o umístění. Vyřazovací fáze zahrnovala 6 zápasů. Turnaj vyhrálo Česko, které ve finále zdolalo Srbsko 4:3.

## Stadion
Turnaj se hrál na jednom stadionu v jednom hostitelském městě: Baku Tennis Academy (Baku).
| Baku                |
| ------------------- |
| Baku Tennis Academy |
| Kapacita: 3000      |
| Baku                |

## Zápasy
Čas každého zápasu je uveden v lokálním čase.

### Skupinová fáze
| Vysvětlivky                                         |
| --------------------------------------------------- |
| Týmy na prvních místech postupují do semifinále     |
| Týmy na druhém a třetím místě postupují do předkola |
| Vítěz zápasu je tučně zvýrazněn                     |

#### Skupina A
| Tým         | Z | V | R | P | VG | IG | +/− | B |
| ----------- | - | - | - | - | -- | -- | --- | - |
| Srbsko      | 4 | 2 | 2 | 0 | 12 | 5  | +7  | 8 |
| Česko       | 4 | 2 | 2 | 0 | 12 | 6  | +6  | 8 |
| Ázerbájdžán | 4 | 2 | 2 | 0 | 4  | 0  | +4  | 8 |
| Gruzie      | 4 | 1 | 0 | 3 | 7  | 11 | −4  | 3 |
| Itálie      | 4 | 0 | 0 | 4 | 6  | 16 | −10 | 0 |

| 1. května 2023 14:00 |       |        |                     |
| Srbsko               | 1 : 0 | Gruzie | Baku Tennis Academy |
| Nikola Tomić 9'      |       |        | Baku Tennis Academy |

| 1. května 2023 21:30 |       |       |                     |
| Ázerbájdžán          | 0 : 0 | Česko | Baku Tennis Academy |
|                      |       |       | Baku Tennis Academy |

| 2. května 2023 12:30                        |       |                                                                      |                     |
| Itálie                                      | 2 : 4 | Gruzie                                                               | Baku Tennis Academy |
| Merciano Piovesan 9' Leonardo Di Primio 18' |       | Nikoloz Koplatadze 7', 38' Giorgi Ekseulidze 32' Irakli Gvetadze 38' | Baku Tennis Academy |

| 2. května 2023 15:30                       |       |                                    |                     |
| Srbsko                                     | 2 : 2 | Česko                              | Baku Tennis Academy |
| Veselin Guberenić 6' Aleksandar Ignjić 27' |       | Vojtěch Pazdera 3' Denis Laňka 10' | Baku Tennis Academy |

| 2. května 2023 20:30                  |       |        |                     |
| Ázerbájdžán                           | 2 : 0 | Itálie | Baku Tennis Academy |
| Ravan Karimov 26' Mirmehdi Rzayev 46' |       |        | Baku Tennis Academy |

| 3. května 2023 12:30                            |       |                                                                                           |                     |
| Gruzie                                          | 3 : 6 | Česko                                                                                     | Baku Tennis Academy |
| Nikoloz Koplatadze 46', 48' Irakli Gvetadze 49' |       | Daniel Kasal 5' David Macháček 7' Jiří Sodoma 8' Denis Laňka 19', 45' Jaromír Frébort 49' | Baku Tennis Academy |

| 3. května 2023 15:30 |       |                                             |                     |
| Srbsko | 9 : 3 | Itálie                                      | Baku Tennis Academy |
| Aleksandar Ignjić 11', 22' Marko Renić 10', 29' Veselin Guberenić 12' Nikola Tomić 14' Đorđe Celin 17' Dušan Pećić 35', 43' |       | Matteo Bortolin 2', 50' Marco Pavanetto 21' | Baku Tennis Academy |

| 3. května 2023 20:30                  |       |        |                     |
| Ázerbájdžán                           | 2 : 0 | Gruzie | Baku Tennis Academy |
| Vusal Isayev 3' Parviz Qarakhanov 23' |       |        | Baku Tennis Academy |

| 4. května 2023 17:30 |       |                                                          |                     |
| Itálie               | 1 : 4 | Česko                                                    | Baku Tennis Academy |
| Andrea Stocco 33'    |       | Jiří Sodoma 9', 31' Michal Vávra 45' Vojtěch Pazdera 52' | Baku Tennis Academy |

| 4. května 2023 19:00 |       |        |                     |
| Ázerbájdžán          | 0 : 0 | Srbsko | Baku Tennis Academy |
|                      |       |        | Baku Tennis Academy |

#### Skupina B
| Tým                   | Z | V | R | P | VG | IG | +/− | B |
| --------------------- | - | - | - | - | -- | -- | --- | - |
| Kazachstán            | 4 | 3 | 0 | 1 | 9  | 4  | +5  | 9 |
| Francie               | 4 | 2 | 1 | 1 | 18 | 5  | +13 | 7 |
| Ukrajina              | 4 | 2 | 1 | 1 | 11 | 6  | +5  | 7 |
| Turecko               | 4 | 2 | 0 | 2 | 14 | 9  | +5  | 6 |
| Jihoafrická republika | 4 | 0 | 0 | 4 | 4  | 32 | −28 | 0 |

| 1. května 2023 15:30 |       |                       |                     |
| Ukrajina             | 0 : 1 | Kazachstán            | Baku Tennis Academy |
|                      |       | Shakhrur Khasimov 40' | Baku Tennis Academy |

| 1. května 2023 17:00 |        |                       |                     |
| Francie | 11 : 0 | Jihoafrická republika | Baku Tennis Academy |
| Adriano Schiavone 3', 32' Mohamed Bachir 3', 9' Sofiane Trabelsi 15', 46', 49' Dylan Rozier 18' Leny Escalpez 35' Cédric Siino 43' Nadir Euvrard 45' |        |                       | Baku Tennis Academy |

| 2. května 2023 11:00              |       |                                                             |                     |
| Turecko                           | 2 : 3 | Ukrajina                                                    | Baku Tennis Academy |
| Esat Karadeniz 29' Erdem Eriş 44' |       | Viktor Aranovskyi 27' Yurii Avdysh 41' Mykola Kodatskiy 43' | Baku Tennis Academy |

| 2. května 2023 14:00                                                                              |       |                       |                     |
| Kazachstán                                                                                        | 5 : 1 | Jihoafrická republika | Baku Tennis Academy |
| Arman Alipbek 2' Rayimbek Mukhtar 27' Ali Sauranbayev 32' Bagdat Yeshentay 42' Berik Ismailov 45' |       | Crozet Keegan 8'      | Baku Tennis Academy |

| 2. května 2023 19:00 |       |                                                                             |                     |
| Turecko              | 0 : 4 | Francie                                                                     | Baku Tennis Academy |
|                      |       | Cédric Siino 26' Mohamed Bachir 31' Sofiane Trabelsi 37' Aurelien Dubos 42' | Baku Tennis Academy |

| 3. května 2023 11:00                                                                           |       |                          |                     |
| Ukrajina                                                                                       | 6 : 1 | Jihoafrická republika    | Baku Tennis Academy |
| Andrii Tsopa 2', 27' Serhiy Hrechko 6' Mykola Kodatskyi 10' Viktor Putin 13' Serhiy Rivnyi 36' |       | Marera Khotso Sekelo 25' | Baku Tennis Academy |

| 3. května 2023 14:00 |       |            |                     |
| Turecko              | 2 : 0 | Kazachstán | Baku Tennis Academy |
| Erdem Eriş 27', 29'  |       |            | Baku Tennis Academy |

| 3. května 2023 19:00                |       |                         |                     |
| Ukrajina                            | 2 : 2 | Francie                 | Baku Tennis Academy |
| Vitaliy Melnyk 22' Andrii Tsopa 34' |       | Sofiane Trabelsi 3', 5' | Baku Tennis Academy |

| 4. května 2023 14:30 |        |                                           |                     |
| Turecko | 10 : 2 | Jihoafrická republika                     | Baku Tennis Academy |
| Berkay Arslan 3', 35' Erdem Eriş 8', 39', 47' Doğukan Aslan 13', 19' Esat Karadeniz 15' Osman Çirak 17' Barış Terzioğlu 49' |        | Crozet Keegan 9' Marera Khotso Sekelo 50' | Baku Tennis Academy |

| 4. května 2023 16:00   |       |                                                            |                     |
| Francie                | 1 : 3 | Kazachstán                                                 | Baku Tennis Academy |
| Giovanni Calandrau 41' |       | Shakhrur Khasimov 21' Nauryz Ashenov 24' Zhasulan Musa 50' | Baku Tennis Academy |

## Vyřazovací fáze
|  | Čtvrtfinále                | Čtvrtfinále           |                       |             | Semifinále        | Semifinále  |  |  | Finále                | Finále |
|  |                            |                       |                       |             |                   |             |  |  |                       |        |
|  |                            |                       |                       |             |                   |             |  |  |                       |        |
|  |                            |                       |                       |             |                   |             |  |  |                       |        |
|  | Srbsko                     | *                     |                       |             |                   |             |  |  |                       |        |
|  | Srbsko                     | *                     | 5. května 2023 - Baku |             |                   |             |  |  |                       |        |
|  | postup přímo do semifinále | *                     |                       |             |                   |             |  |  |                       |        |
|  | postup přímo do semifinále | *                     | Srbsko                | 3           |                   |             |  |  |                       |        |
|  | 5. května 2023 - Baku      |                       | Srbsko                | 3           |                   |             |  |  |                       |        |
|  |                            | Ázerbájdžán           | 2                     |             |                   |             |  |  |                       |        |
|  | Francie                    | Ázerbájdžán           | 2                     | 2           |                   |             |  |  |                       |        |
|  | Francie                    |                       | 6. května 2023 - Baku | 2           |                   |             |  |  |                       |        |
|  | Ázerbájdžán                | 3                     |                       |             |                   |             |  |  |                       |        |
|  | Ázerbájdžán                | 3                     | Česko                 | 4           |                   |             |  |  |                       |        |
|  |                            |                       | Česko                 | 4           |                   |             |  |  |                       |        |
|  |                            | Srbsko                | 3                     |             |                   |             |  |  |                       |        |
|  | Kazachstán                 | Srbsko                | 3                     | *           |                   |             |  |  |                       |        |
|  | Kazachstán                 | 5. května 2023 - Baku |                       | *           |                   |             |  |  |                       |        |
|  | postup přímo do semifinále | *                     |                       |             |                   |             |  |  |                       |        |
|  | postup přímo do semifinále | *                     | Kazachstán            | 2           | Třetí místo       | Třetí místo |  |  |                       |        |
|  | 5. května 2023 - Baku      |                       | Kazachstán            | 2           | Třetí místo       | Třetí místo |  |  |                       |        |
|  |                            | Česko                 | 8                     |             |                   |             |  |  |                       |        |
|  | Česko                      | Česko                 | 8                     | 4           | Kazachstán (pen.) | 2 (2)       |  |  |                       |        |
|  | Česko                      |                       |                       | 4           | Kazachstán (pen.) | 2 (2)       |  |  |                       |        |
|  | Ukrajina                   | 1                     |                       | Ázerbájdžán | 2 (1)             |             |  |  |                       |        |
|  | Ukrajina                   | 1                     |                       |             | 2 (1)             |             |  |  |                       |        |
|  |                            |                       |                       |             |                   |             |  |  | 6. května 2023 - Baku |        |
|  |                            |                       |                       |             |                   |             |  |  |                       |        |

#### Čtvrtfinále
| 5. května 2023 11:00               |       |                                                             |                     |
| Francie                            | 2 : 3 | Ázerbájdžán                                                 | Baku Tennis Academy |
| Nadir Euvrard 7' Dardan Hasani 49' |       | Elvin Alizadeh 29' Tamraz Amirjanov 34' Huseyn Akhundov 37' | Baku Tennis Academy |

| 5. května 2023 12:30                                   |       |                  |                     |
| Česko                                                  | 4 : 1 | Ukrajina         | Baku Tennis Academy |
| Jiří Sodoma 15' Milan Šídlo 33', 35' Ondřej Moučka 41' |       | Andrii Tsopa 41' | Baku Tennis Academy |

#### Semifinále
| 5. května 2023 20:00                                     |       |                       |                     |
| Srbsko                                                   | 3 : 2 | Ázerbájdžán           | Baku Tennis Academy |
| Aleksandar Ignjić 1' Zerije Gojković 17' Đorđe Celin 37' |       | Vusal Isayev 25', 38' | Baku Tennis Academy |

| 5. května 2023 21:30                             |       | |                     |
| Kazachstán                                       | 2 : 8 | Česko                                                                                               | Baku Tennis Academy |
| Ali Sauranbayev 45' (pen.) Shakhrur Khasimov 50' |       | Denis Laňka 7', 14', 49' František Hakl 7' Jaromír Frébort 17' Jiří Míča 34', 42' Ondřej Moučka 38' | Baku Tennis Academy |

#### O 3. místo
| 6. května 2023 19:00     |       |                                              |                     |
| Ázerbájdžán              | 2 : 2 | Kazachstán                                   | Baku Tennis Academy |
| Huseyn Akhundov 11', 32' |       | Yerkebulan Kaskyrbayev 8' Nauryz Ashenov 21' | Baku Tennis Academy |

|                                                |       | Penaltový rozstřel              |  |
| Tofig Mikayilov Huseyn Akhundov Elvin Alizadeh | 1 : 2 | Shakhrur Khasimov Zhasulan Musa |  |

#### Finále
| 6. května 2023 20:30                        |       |                                                   |                     |
| Česko                                       | 4 : 3 | Srbsko                                            | Baku Tennis Academy |
| Tomáš Jelínek 22' Denis Laňka 27', 39', 47' |       | Đorđe Celin 5' Čedomir Tomčić 11' Marko Renić 28' | Baku Tennis Academy |